# メリーランド方面作戦
南北戦争のメリーランド方面作戦（英:Maryland Campaign、またはAntietam Campaign）は、1862年9月に東部戦線で行われ、戦争全体の大きな転換点となったと広く考えられている。南軍の将軍ロバート・E・リーが初めて北部の領地内に侵攻したが、北軍のジョージ・マクレラン少将率いるポトマック軍に撃退された。マクレランはリーの北バージニア軍の侵攻を阻止するように動き、最終的にシャープスバーグの近くで攻撃した。その結果として起こったアンティータムの戦いはアメリカ史の中で単一日の損失量としては最大となった。

## 背景と初期の動き
1862年は東部戦線における北軍にとって順調に始まった。ジョージ・マクレランのポトマック軍は半島方面作戦でバージニア半島に侵攻し、6月までにアメリカ連合国の首都リッチモンドまであと数マイルという所まで迫った。しかし、6月1日にロバート・E・リーが北バージニア軍の指揮官に就くと情勢は変わった。リーは七日間の戦いでマクレラン軍を積極的に攻め、マクレランは度胸をなくし、その軍隊は半島を後退した。リーは続いて北バージニア方面作戦を展開し、ジョン・ポープのバージニア軍を翻弄し打ち破った。ここでの重要な戦いは第二次ブルランの戦いだった。リーのメリーランド方面作戦は、東部戦線でこの夏に北軍に対して攻撃的な姿勢を貫いた、論理的に連続の3つの方面作戦の最終章と考えられている。
南軍はこの夏の方面作戦で大きな人的損失を受けた。それでもリーは自軍が大きな挑戦すなわち北部への侵攻を行えると決心した。その目標は北部の主要州であるメリーランド州とペンシルベニア州に到達し、ワシントンD.C.に物資を供給するボルチモア・アンド・オハイオ鉄道を遮断することだった。その動きはワシントンやボルティモアを脅かし、「敵を困らせ悩ませる」動きだった。
リーが侵攻を始める決断をしたのには幾つかの動機があった。第1は、その軍隊の物資を補充する必要があり、バージニアとは異なりまだ戦争の余波を受けていなかった北部の農園について知っていたことだった。北へ戦場が動くことはバージニアにおける圧力を減らすことだった。第2は、北部の士気の問題だった。リーは北軍を打ち破ることで南軍が戦争に勝ちを収めるわけではないことを知っていた。単に北部の人民や政府がもう戦いを続けたくないと考えさせればよいことだった。この年の11月に連邦議会議員選挙が近付いており、北部内で侵略軍が大混乱をもたらすことで、議会内の民主党勢力を高め、エイブラハム・リンカーンが戦争を終わらせる交渉を始めざるを得なくすることになると、リーは考えた。リーは9月3日にアメリカ連合国大統領ジェファーソン・デイヴィスに宛てた手紙で、敵は「大変弱っており、士気が落ちている」と告げた。
ここには2次的な理由もあった。メリーランド州は特に奴隷保有州であり、その市民の多くは南部に対して同情的な立場にあるとすれば、州内で反乱を引き起こすことができる可能性があった。ジェファーソン・デイヴィスを含みアメリカ連合国の政治家の中には、北部領内で軍事的勝利を得れば、諸外国がアメリカ連合国を認知する可能性が強くなると考える者がいたが、南部はこの可能性に軍事作戦を基づかせるべきとリーが考えた証拠はない。それでも、第二次ブルランの戦いの勝利とリーの侵攻開始の報せは、アメリカ連合国がフランスやイギリスとの外交交渉を始めさせる推進力となった。

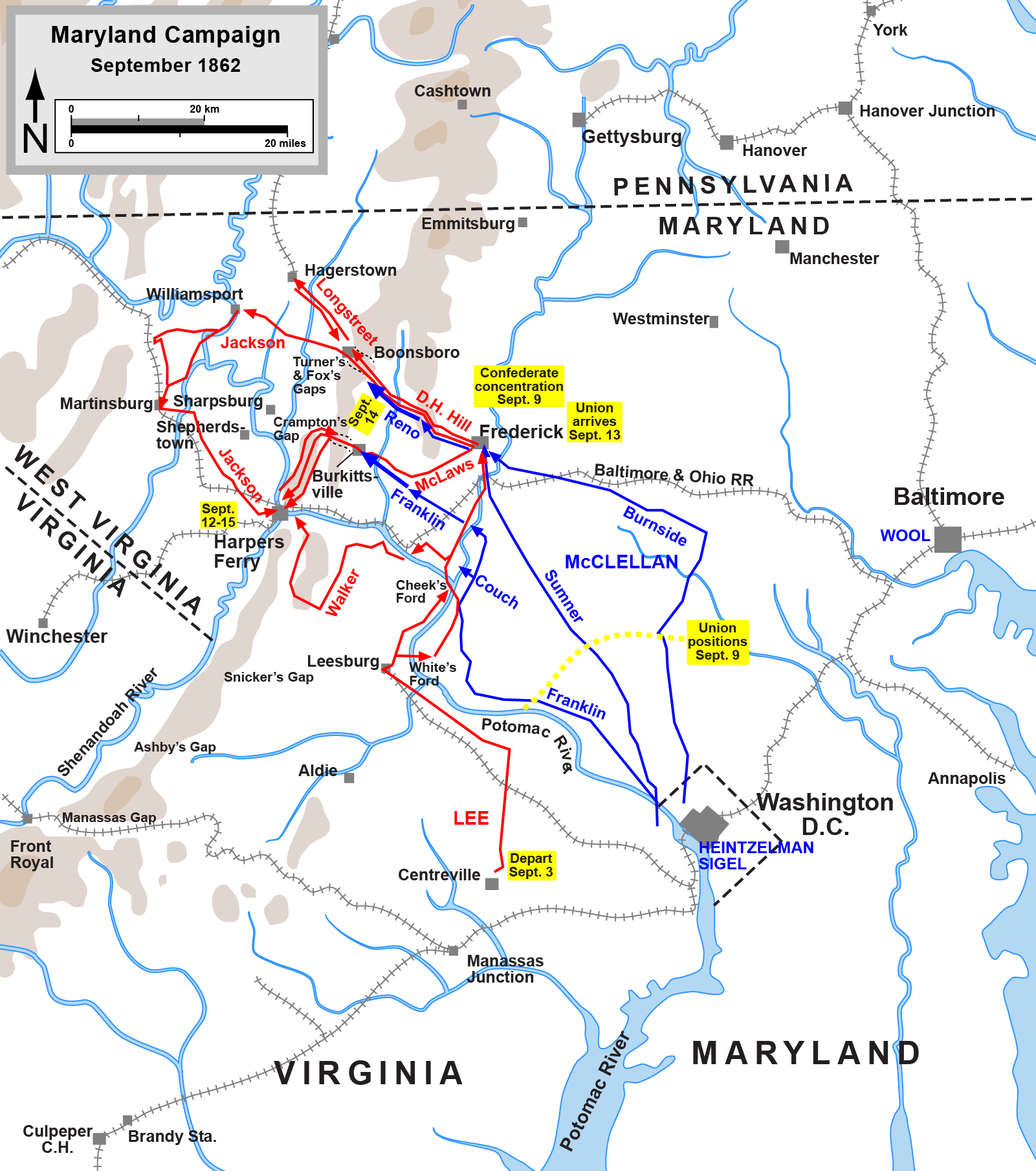
メリーランド方面作戦、9月3日から15日の動き。
南軍
北軍

シャンティリーの戦いからわずか2日後の9月3日、リーはデイヴィス大統領に宛てて、大統領が反対しなければポトマック川を渡ってメリーランド州に入る決断をしたと書いた。同じ日、リーはシャンティリーから北と西のリーズバーグに向けて自軍の移動を開始した。9月4日、リーズバーグ近郷でポトマック川渡河点を確保するための騎兵同士の会戦、ミルヒルの戦いが起こったあとで、北バージニア軍の1隊がラウドアン郡からポトマック川を越えてメリーランド州内に入った。北バージニア軍の主力部隊は9月7日にメリーランド州フレデリックまで進軍した。総軍55,000名の軍隊は、リッチモンド守備に就いていたD・H・ヒル少将とラファイエット・マクローズ少将の各師団とジョン・G・ウォーカー准将の2個師団によって補強されたが、これはブルランやシャンティリーで失われた9,000名を補充したに過ぎなかった。
リーの侵攻と時を同じくして南軍による他の戦略的攻勢も始まった。ブラクストン・ブラッグとエドマンド・カービー・スミス両将軍は同時にケンタッキー州への侵攻を始めた。ジェファーソン・デイヴィスは3人の将軍達に空白を残した大衆向け声明文を送っており、その空白には南軍侵攻軍が到達したどの州でもその名前を記入できるように考えていた。デイヴィスは大衆に（さらには間接的にヨーロッパ列強に）、なぜ南部がその戦略を変えているように見えるか説明する文章を書いた。この時点まで、アメリカ連合国は武力侵略の犠牲者であり「外国の侵略」に対して単に自国を防衛していると主張していた。デイヴィスはこの時も自国防衛のための戦争を遂行していると説明した。「征服の意図は無い」と付け加え、侵攻はリンカーン政府に南部との休戦を強制するための攻勢に過ぎないとしていた。「我々は戦争の局面を、執拗にまた明らかに目的のない敵意をもって我々を脅かす敵の領内に移すことで我が国を守ろうとしている。」
デイヴィスの声明書案は将軍達が独自の声明書を発行した後で届いた。将軍達はそれら境界州に征服者としてではなく、解放者としてやってきたことを強調したが、デイヴィスが望んだような南部戦略の変換という大きな問題は伝えなかった。リーの声明書はメリーランド州の市民に対して、「南部の諸州に対して強い社会的、政治的および経済的結びつきで同盟する州の市民に降りかかってきた悪に対して深い同情の心を持って」やってきた。...「外国のくびきを取り去ることを助け、再び自由人として不可分の権利を享受できるようにするために」と訴えていた。
侵攻の報せは北部に恐慌をもたらし、リンカーンは素早い行動を起こすことを強いられた。ジョージ・マクレラン少将は半島から帰って以来軍事拘置所に入っていたが、リンカーンはワシントン周辺の全軍指揮官としてマクレランを復帰させ、リー軍への対処を命じた。

### リー軍の分割
リーはメリーランドに入りながら自軍を2つに分けた。ペンシルベニア州チェンバーズバーグにおける軍事行動の情報を得た後で、ジェイムズ・ロングストリート少将をブーンズボロへ、続いてヘイガーズタウンに派遣した（当時チェンバーズバーグにはわずか20名の民兵しかおらず、情報は脅威を過大につたえていた）。ストーンウォール・ジャクソン少将はハーパーズ・フェリーの北軍武器庫の占領を命じられた。このため、サウス山で自軍の後衛となるのは希薄に拡がったJ・E・B・スチュアート少将の騎兵隊とD・H・ヒル少将の師団があるだけとなった。
リーがこの自軍を分けてハーパーズ・フェリーを確保しようとした危険な戦略を選んだ具体的理由は分かっていない。1つの可能性として、シェナンドー渓谷を通じてその補給線をハーパーズ・フェリーで意のままにできることを知っていたことである。メリーランドに入る前に、北軍のウィンチェスター、マーティンズバーグおよびハーパーズ・フェリーにいる守備隊は一発の銃火も交わさずに遮断され放棄されると考えていた（そして実際に、ウィンチェスターもマーティンズバーグも明け渡された）。他の可能性として、そこには重要な物資が多くあり、実質的に防衛が難しいという魅力ある目標だったということである。マクレランはハーパーズ・フェリーから撤退しその兵士を自軍に付属させる許可をワシントンに求めたが、この要請は拒絶された。

### 侵攻に対する反応
リーの侵攻は初めから困難さを伴い大変なものとなった。南軍は落伍や脱走によって数が減っていた。シャンティリーでは55,000名で出発したものが、10日間で45,000名まで減っていた。ある部隊は、北部領内への侵略は自分達が北部からの侵略に対しその州を守るためにのみ戦っているという信念に違背するものとして、ポトマック川を越えることを拒んだ。メリーランドの畑から熟していない青トウモロコシを採って食べた後に下痢を起こして病気になった者も多く、あるいはその靴の無い足が硬い北部の道路で血まみれになったと言って脱落した者もいた。リーは、落伍兵達が「危機にある仲間を見捨てる」臆病者と考え、それ故に最近の方面作戦で「不滅の名を恣にしてきた軍隊の一員として相応しくない者」と考え、部下の士官達には落伍兵に厳しく当たるよう指示した。
南軍がメリーランドに入ってもほとんど支援が得られなかった。むしろ、熱狂さの冷たい欠如から大半の場合は明け透けな敵意に至るまでの反応に遭った。ロバート・E・リーは予想もしていなかった状態である州内の抵抗に失望した。メリーランド州は奴隷保有州ではあるが、南軍への同調の声は、一般に北軍側を支持した大衆の中では、メリーランド州議会で挙がった脱退支持の声よりもはるかに少なかった。さらに、強烈に南部を支持したメリーランド人は既に戦争の開始時期に南部に移ってバージニアで南軍に参加していた。わずか何十人かがメリーランドでリー軍の隊列に加わった。
メリーランド州とペンシルベニア州は、侵攻によって警鐘を受け怒りを増し、同時に武器を持って立ち上がった。ペンシルベニア州知事アンドリュー・カーティンは5万名の民兵徴集を要求し、ペンシルベニア生まれのジョン・F・レイノルズ少将をその指揮官に指名した（このことはマクレランやレイノルズの軍団指揮官ジョセフ・フッカーにかなりの欲求不満を起こさせたが、北軍総司令官ヘンリー・ハレックはレイノルズにカーティンの元で仕えるように命じ、フッカーには新しい師団指揮官を見付けると伝えた）。はるか北のペンシルベニア州ウィルクス・ベラでは教会と市庁舎の鐘が鳴らされ、男達を訓練に集まらせた。
メリーランドでは、まだ直接脅威を感じていなかったペンシルベニア州よりも恐慌が広く拡がった。リーが脱退側の温床であり、南軍が現れて革命を起こす機会を単に待っているだけだと不正確に考えていたボルティモアは、即座にリーに対する戦争の呼びかけを始めた。
南軍がポトマック川を渡ったという報せがボルティモアに届いたとき、その反応は即座のヒステリー様のものであり、直ぐに冷静な決議が続いた。群衆は最新版の号外を待ちながら新聞社の外の通りをうろつき、興奮を抑制するために酒類の販売が止められた。大衆は包囲戦を恐れて食料や他の生活必需品を貯蔵した。フィラデルフィアはヘイガーズタウンから150マイル (240 km)以上離れており、当面の危険性は無かったが、それでも熱狂的な準備の嵐に巻き込まれた。

### マクレランの追跡
マクレランはその87,000名の軍隊を率いてワシントンを出て無気力な追跡に入った。マクレランは根っから慎重な将軍であり、12万名以上の南軍に対するものと考えていた。また、ワシントンの政府との議論を続けたままであり、首都を防衛する部隊が彼の元に出頭するよう要求していた。ポトマック軍は9月13日にフレデリックに到着した。そこで、北軍兵士が3本の葉巻を包んだまま誤って置き忘れられていたリーの詳細な作戦計画（特務191号）の写しを発見した。この命令書では、リーが軍隊を分け、地理的に分散した地点（ハーパーズフェリーとヘイガーズタウン）に派遣していることを示しており、それぞれの部隊が孤立して個別撃破される可能性があった。マクレランはこの情報の利点を活かすための決断をするまでに18時間も費やした。その遅れによりリー軍を打ち破る機会を逃した。
9月13日の夜、ポトマック軍はサウス山に向けて移動し、アンブローズ・バーンサイド少将の翼（第1軍団と第9軍団）はターナーズギャップに、ウィリアム・B・フランクリン少将の翼（第5軍団と第6軍団のうちダライアス・コウチ少将の師団）はクランプトンズギャップに向かった。サウス山は南軍がメリーランド州に入った後でブルーリッジ山脈に繋がる山に付けられた名前である。メリーランド州の東部をシェナンドー渓谷とカンバーランド渓谷から分ける自然の目印である。サウス山の峠を越えて行くのがリー軍に出逢うための唯一の道だった。
リーは、マクレランの性格にしては攻撃的な行動を観察し、また南軍同調者からリーの命令が敵に洩れていたことを知って、直ぐに自軍を集結させることにした。その侵攻を捨ててバージニアに戻るという選択はしなかった。それはジャクソン軍がハーパーズ・フェリーを完全には制圧していなかったからだった。その代わりに、シャープスバーグで陣を構える選択をした。一方で、北バージニア軍の1隊がサウス山の峠に防御陣を布いて待機した。

## 戦闘
メリーランド方面作戦では、4つの重要な戦闘があった。

### ハーパーズ・フェリーの戦い（1862年9月12日-15日）
リーはメリーランドに侵略した後で、ハーパーズ・フェリーの北軍武器庫守備隊がまだ撤退していないことを知り、これを包囲して捕獲し、それによって自軍の供給線に対する脅威を取り去る決断をした。リーは自軍を4隊に分け、そのうち3隊をジャクソンの指揮下に付けてハーパーズ・フェリーに集中させた。9月15日、北軍の指揮官ディクソン・S・マイルズ大佐によってまだ適度に防御が施されていなかったハーパーズ・フェリーに対し、南軍の大砲が町を見下ろす高台に据えられた。南軍は全面から守備隊に砲撃を掛け、マイルズが12,000名以上の守備兵と共に降伏したときは歩兵による攻撃の準備をしていた。マイルズは最後の集中砲火によって致命傷を負った。ジャクソンはハーパーズ・フェリーを確保し、続いてその部隊の大半を連れてシャープスバーグにいるリーの元に向かった。町の占領を完全にするためにA・P・ヒル少将の師団が残った。

### サウス山の戦い（9月14日）
サウス山の峠道、クランプトンスギャップ、ターナーズギャップおよびフォックスギャップの領有を巡って会戦が行われた。D・H・ヒル少将はバーンサイドに対抗してターナーズギャップとフォックスギャップを守った。南方ではラファイエット・マクローズ少将がフランクリンに対抗してクランプトンスギャップを守った。フランクリンはクランプトンスギャップを突破することができたが、南軍はターナーズギャップとフォックスギャップを不安定ながら守り通した。リーは勢力的に優勢な北軍に対してこれらの陣地を守ることが無益だと理解し、自軍にシャープスバーグまで退くよう命じた。マクレランはこの時、南軍が集結する前にリー軍を打ち破ることのできる理論的な位置にいた。しかし、サウス山での勝利の後で9月15日のマクレランの行動はハーパーズ・フェリーで捕獲された守備隊を非難することに限られており、リーには分散した南軍をシャープスバーグで結集する時間的余裕を与えてしまった。

### アンティータムの戦い（9月17日）
9月16日、マクレランは、シャープスバーグ近くのアンティータムクリークの西に防御戦を布いているリー軍と向かい合った。9月17日の夜明け、北軍ジョセフ・フッカー少将の第1軍団がリー軍の左翼に強力な攻撃を仕掛け、流血の多い戦いが始まった。ジョセフ・K・マンスフィールド少将の第7軍団がフッカーの支援に加わり、ミラーのトウモロコシ畑やダンカー教会近くの森を攻撃と反撃が行き来した。北軍エドウィン・V・サムナー少将の第2軍団によるサンケン・ロード（窪んだ道、ブラッディ・レーンともいう）に対する攻撃は、南軍の中央を突き破ったが、この利点もうまく利用されなかった。午後に入って、バーンサイドの第9軍団がアンティータムクリークに架かる石橋を渡り、南軍の右翼に回り込んだ。この絶体絶命の時に、南軍のA・P・ヒルの師団がハーパーズ・フェリーから到着して反撃を掛け、バーンサイド隊を撃退してリー軍を崩壊から救った。リー軍は勢力比で1対2と劣勢だったが、その全軍を駆使したのに対し、マクレランは使える6個軍団のうち4個軍団のみを使っただけだった。このことで、リーは柔軟に旅団単位で戦場を動かし、北軍の個々の攻撃に対応させた。夜の間に両軍ともその戦列を立て直した。この日一日で北軍の損失は12,401名、全軍に対して25％だったのに対し、南軍の損失は10,318名、全軍に対し31％となり、ひどい打撃になっていたが、リーは9月18日もマクレラン軍と小競り合いを続け、その間に負傷兵をポトマック川の南に輸送させた。マクレランは攻撃を再開しなかった。夜に入って、リーはボロボロになった北バージニア軍にポトマック川を越えてシェナンドー渓谷への撤退を命じた。

### シェパーズタウンの戦い（9月19日-20日）
9月19日、フィッツ・ジョン・ポーターの第5軍団の分遣隊がボトラーズフォードで川を押し渡り、ウィリアム・N・ペンドルトン准将が指揮する南軍の殿軍を攻撃し、大砲4門を捕獲した。9月20日早朝、ポーターは2個師団にポトマック川を渡らせ、橋頭堡を築いた。多くの北軍兵が川を渡っているときに、A・P・ヒルの師団が反撃し、第118ペンシルベニア連隊（「トウモロコシ交換」連隊）は269名の損失を被って全滅近くなった。この殿軍の行動で北軍はそれ以上追撃できなくなった。

## 戦いの後および外交的意味合い
リーはポトマック川を渡る撤退をうまく成し遂げ、メリーランド方面作戦すなわちこの夏の方面作戦全てを終わらせた。リンカーン大統領はマクレランの仕事ぶりに失望した。戦場での将軍の用心深さと協働行動のお粗末さが南軍を徹底的に打ち破る代わりに引き分けに終わらせたと考えた。さらにリンカーン大統領は、9月17日から10月26日まで、陸軍省や大統領自身からの繰り返し嘆願にも拘わらず、マクレランが兵器の不足や軍隊の使いすぎの怖れを理由に、ポトマック川を越えてリー軍を追求することを辞退したことに驚かされた。総司令官ヘンリー・ハレックはその公式報告書で、「打ち破られた敵を前にして、また急速な移動と活発な作戦行動に最適の季節に、これほどの大軍を長く使わないでいることは大きな失望と後悔の事態である」と書いた。リンカーンは11月7日にマクレランをポトマック軍指揮官から解任し、マクレランの軍歴は事実上終わった。アンブローズ・バーンサイド少将がポトマック軍指揮官に昇進した。東部戦線は12月まで比較的静穏であり、その後リーはフレデリックスバーグの戦いでバーンサイドとまみえた。
アンティータムの戦いは戦術上引き分けだったが、北軍にとって戦略的勝利となった。リーの戦略的北部侵攻を終わらせ、エイブラハム・リンカーンには、9月22日の奴隷解放宣言を発する前に欲していた勝利をもたらした。奴隷解放宣言は1863年1月1日に効力を発揮した。リンカーンはこの宣言をもっと早く発したかったが、それが絶望的状況から発せられたという認識を避けるために北軍の勝利の後にした方が良いという内閣の助言に従った。アンティータムにおける南軍の反転は、フランスやイギリス政府がアメリカ連合国を認知することを思い止まらせた。また奴隷解放宣言の発布により、今後戦場で勝利を収めたとしても、外国の認知を促すことはありそうもないことになった。リンカーンはアメリカ連合国の信条として効果的に奴隷制に光を当て、フランスやイギリスはその奴隷制に対する嫌悪感によって、南部のために介入することもできなくなった。